# Luigi Travaglino
Luigi Travaglino (Brusciano, província de Nápoles, Itália, 6 de setembro de 1939) é um clérigo italiano, arcebispo católico romano e diplomata da Santa Sé.
Luigi Travaglino recebeu o sacramento da ordenação para a diocese de Nola em 15 de agosto de 1962. Ele recebeu seu doutorado em direito canônico.
Travaglino completou estudos de pós-graduação na Pontifícia Academia Diplomática e ingressou no serviço diplomático da Santa Sé em 1970. Inicialmente trabalhou como secretário adjunto na Nunciatura Apostólica na Bolívia. Em 1971, Luigi Travaglino tornou-se secretário da nunciatura na Bolívia. 
Papa Paulo VI concedeu-lhe o título honorário de Capelão de Sua Santidade (Monsenhor) em 8 de setembro de 1972. 
De 1972 a 1973, Luigi Travaglino serviu como secretário da Nunciatura na Nunciatura Apostólica na Etiópia. Em 1973 mudou-se para a Nunciatura Apostólica em Portugal. Em 1975, Luigi Travaglino tornou-se secretário da nunciatura na Escandinávia e, em 1976, também secretário da nunciatura na Islândia. Em 1977 mudou-se para a Nunciatura Apostólica no Zaire. Em 1979, Travaglino tornou-se auditor no Zaire. Luigi Travaglino tornou-se auditor em El Salvador em 1981. Em 1983 mudou-se para a Nunciatura Apostólica na Holanda. Em 1984, Luigi Travaglino tornou-se Conselheiro da Nunciatura na Nunciatura Apostólica na Holanda. 
Em 25 de março de 1985, o Papa João Paulo II conferiu-lhe o título de Prelado Honorário de Sua Santidade. Travaglino tornou-se Conselheiro da Nunciatura na Grécia em 1986. Em 1989 tornou-se Conselheiro de Nunciatura ao serviço da Secção de Assuntos Gerais da Secretaria de Estado. Luigi Travaglino tornou-se Conselheiro da Nunciatura em 1990, ao serviço da Secção para as Relações com os Estados da Secretaria de Estado do Vaticano.
Em 4 de abril de 1992, o Papa João Paulo II nomeou-o arcebispo titular de Litterae e pró-núncio na Gâmbia, Guiné e Libéria e consagrou-o em 26 de abril do mesmo ano na Basílica de São Pedro; Os co-consagradores foram o Cardeal Secretário de Estado Angelo Sodano e o Arcebispo de Cracóvia, Cardeal Franciszek Macharski.
Em 2 de maio de 1995, Luigi Travaglino foi nomeado Núncio Apostólico na Nicarágua. Em 30 de outubro de 2001, João Paulo II nomeou-o funcionário da Secretaria de Estado do Vaticano.
Papa Bento XVI nomeou-o em 5 de janeiro de 2011 como Observador Permanente da Organização para a Alimentação e Agricultura (FAO) das Nações Unidas e do Fundo Internacional para o Desenvolvimento Agrícola (FIDA) e do Programa Alimentar Mundial das Nações Unidas (PMA). Bento XVI também o nomeou em 8 de setembro de 2012 ao Núncio Apostólico em Mônaco.
O seu mandato como Núncio em Mônaco terminou em 16 de janeiro de 2016 com a nomeação de seu sucessor.